# 亞科魯達冰川

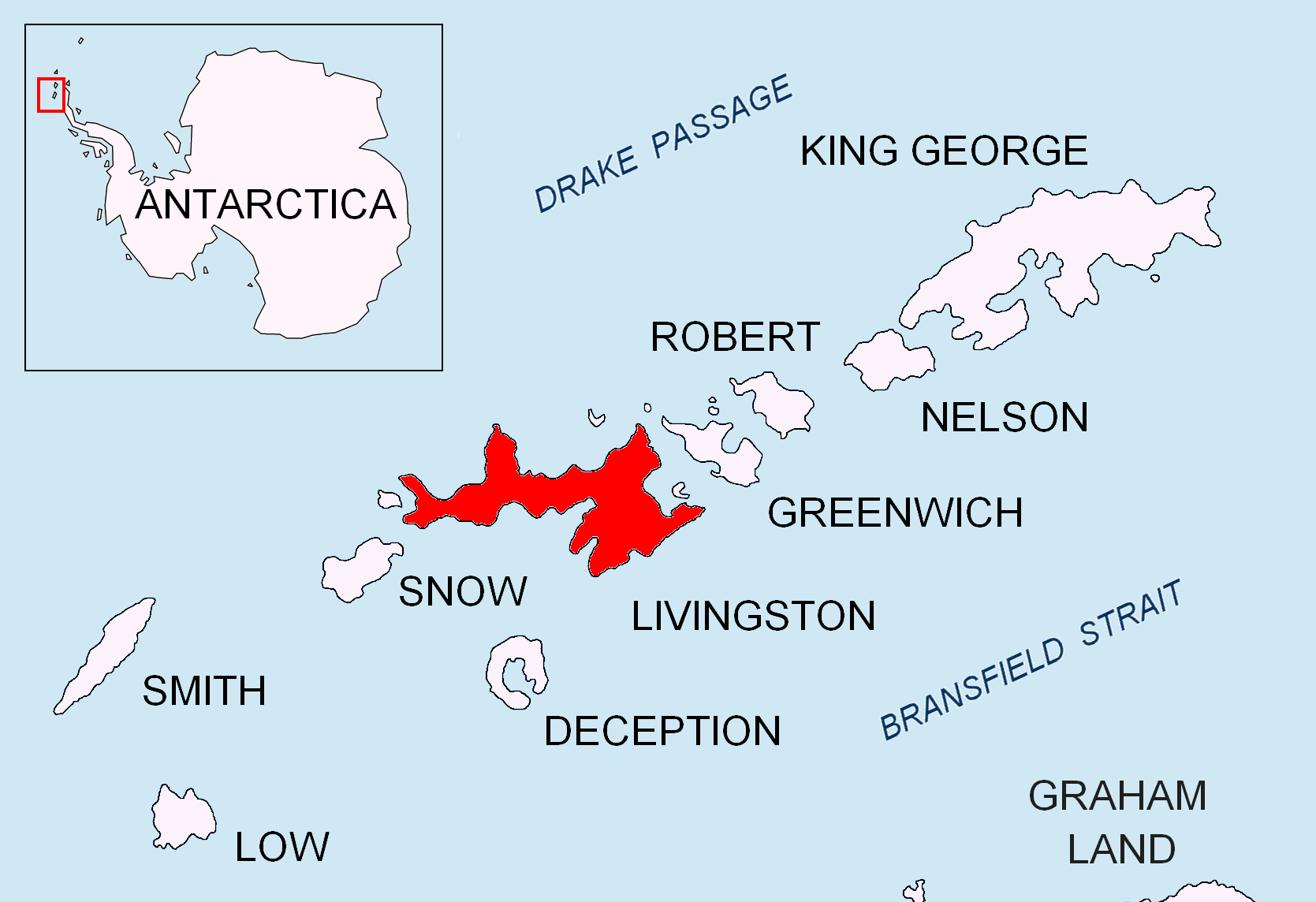

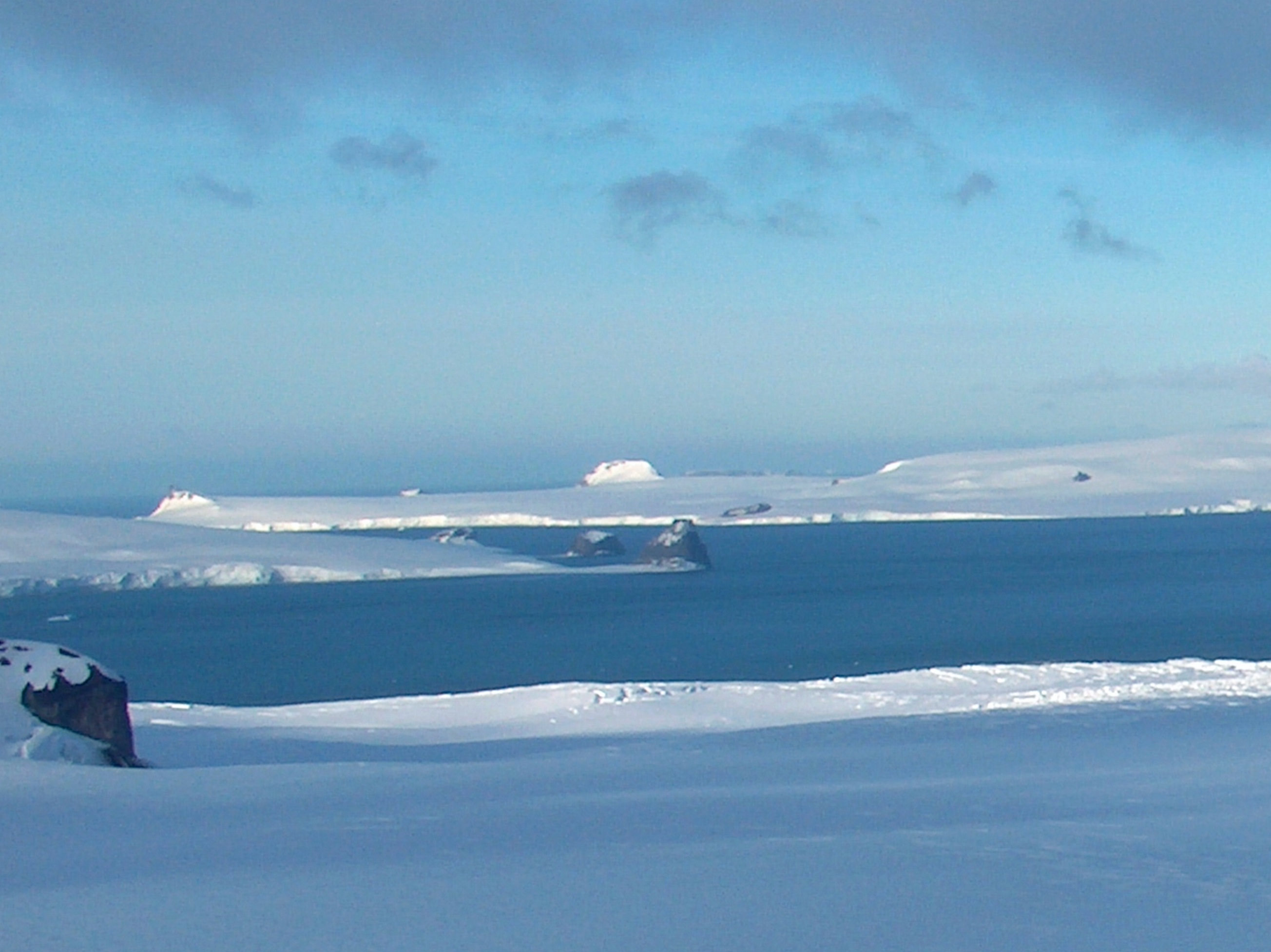

亞科魯達冰川是南極洲的冰川，位於南設得蘭群島中格林尼治島的德里亞諾沃高地西坡，最終注入麥克法蘭海峽，該冰川以保加利亞西南部的城鎮命名。

## 外部連結
- SCAR Composite Antarctic Gazetteer（页面存档备份，存于）.

62°28′30″S 59°56′37″W / 62.47500°S 59.94361°W